# Isola Stolbovoj
L'isola Stolbovoj (in russo Столбовой остров; in italiano "isola Pilastro") fa parte del gruppo delle Ljachov, nell'arcipelago della Nuova Siberia, situato nell'(Oceano Artico).
Amministrativamente appartiene al Bulunskij ulus della Repubblica autonoma di Sacha-Jacuzia.

## Geografia
Stolbovoj è la più occidentale delle Ljachov, 120 km a est del resto del gruppo. È situata 184 km a nord della terraferma e 100 km a sud-ovest dell'isola Kotel'nyj nel gruppo delle Anžu.
L'isola ha una forma allungata che si estende da nord-ovest a sud-est per circa 42 km e una larghezza di 10 km. La sua superficie è di 350,4 km², il punto culminante si situa a 222 m s.l.m. nella parte centro-meridionale, e ha uno sviluppo costiero di 104,8 km.
Le coste sono regolari, con poche insenature; le scogliere si alzano per 15–70 m, con i rilievi più bassi lungo le spiagge dominati dalle più alte e arretrate strutture rocciose a terrazze. L'estremità settentrionale si chiama capo Skalistyj (мыс Скалистый, mys Skalistyj), quella meridionale capo Povorotnyj (мыс Поворотный, mys Povorotnyj).
L'isola è disseminata di zone umide e paludose e di piccoli corsi d'acqua, molti dei quali a carattere stagionale, che nascono dalle alture che formano l'asse centrali e scorrono in tutte le direzioni. Il più lungo è la Stolbovaja (река Столбовая, reka Stolbovaja), che scorre per 12 km e sfocia nella parte centrale della costa orientale.
Al contrario, i laghi sono poco numerosi; il più grande, il Melkoe (озеро Мелкое, ozero Melkoe), si trova nella parte nord-occidentale ed è un lago di origine lagunare che misura circa 4 km di lunghezza e 2 km di larghezza.

### Geologia
Stolbovoj è costituita da rocce sedimentarie tettonicamente deformate, accumulatesi durante il tardo Giurassico e l'inizio del Cretaceo. Si tratta principalmente di torbiditi contenenti fossili di bivalvi marini, composte da strati di siltite e argillite. Queste rocce sono state piegate in strutture sinclinali, fortemente fagliate, e frapposte a piccoli dicchi di quarzo-diorite.

### Flora
Il terreno dell'isola è coperto da distese di erbe crittogame, come muschi, licheni, epatiche e altre erbe senza fiori. Carici, cespugli nani e torbiere coprono invece il territorio per il 2-40%. Spesso tutte queste piante crescono su un suolo a grana grossolana con sedimenti calcarei.

## Storia
Nel 1690 Stolbovoj fu visitata dal figlio del nobile Maksim Muchoplëv. Tuttavia, egli non fu il primo a raggiungere l'isola. Muchoplëv 
(V. I. Magidovič e I. P. Magidovič, Saggi sulla storia delle scoperte)
Stolbovoj è stata riesplorata nell'anno 1800 dal navigatore russo Jakov Sannikov.